# Abram-Perezville
Abram-Perezville és una concentració de població designada pel cens dels Estats Units a l'estat de Texas. Segons el cens del 2000 tenia 5.444 habitants.

## Demografia
Segons el cens del 2000, Abram-Perezville tenia 5.444 habitants, 1.617 habitatges, i 1.387 famílies. La densitat de població era de 414,6 habitants per km².
Dels 1.617 habitatges en un 42,7% hi vivien nens de menys de 18 anys, en un 72,9% hi vivien parelles casades, en un 10,2% dones solteres, i en un 14,2% no eren unitats familiars. En l'11,6% dels habitatges hi vivien persones soles el 8,2% de les quals corresponia a persones de 65 anys o més que vivien soles. El nombre mitjà de persones vivint en cada habitatge era de 3,37 i el nombre mitjà de persones que vivien en cada família era de 3,67.
Per edats la població es repartia de la següent manera: un 32,8% tenia menys de 18 anys, un 11% entre 18 i 24, un 24,3% entre 25 i 44, un 14% de 45 a 60 i un 17,9% 65 anys o més.
L'edat mediana era de 29 anys. Per cada 100 dones de 18 o més anys hi havia 91,8 homes.
La renda mediana per habitatge era de 22.532 $ i la renda mediana per família de 23.956 $. Els homes tenien una renda mediana de 19.044 $ mentre que les dones 18.188 $. La renda per capita de la població era de 8.195 $. Aproximadament el 32,4% de les famílies i el 41% de la població estaven per davall del llindar de pobresa.

## Poblacions més properes
El següent diagrama mostra les poblacions més properes.